# Vice commissario di polizia
Il titolo di vice commissario è utilizzato in molti ordinamenti per designare funzionari di polizia. 
Nei paesi anglofoni è equiparabile approssimativamente all’inspector di Australia, Canada, Nuova Zelanda e Regno Unito (all’assistant superintendent of police di India, Pakistan, Bangladesh e Nigeria).
Il deputy commissioner of police è un funzionario posto ai vertici di un corpo di polizia. 
Altrove (specialmente in Francia e nei paesi che ne hanno adottato il modello amministrativo, tra cui l'Italia) quello di commissario è un grado intermedio, assimilabile ad un ufficiale inferiore o superiore delle forze armate.

## Italia

### Forze di polizia
In Italia le qualifiche di vice commissario, commissario e commissario capo della Polizia di Stato, della Polizia Penitenziaria e del Corpo Forestale dello Stato equivalgono rispettivamente ai gradi di sottotenente, tenente e capitano dei Carabinieri e della Guardia di Finanza. Il vice commissario si distingue per indossare due stellette sulla controspallina.

#### Polizia di Stato

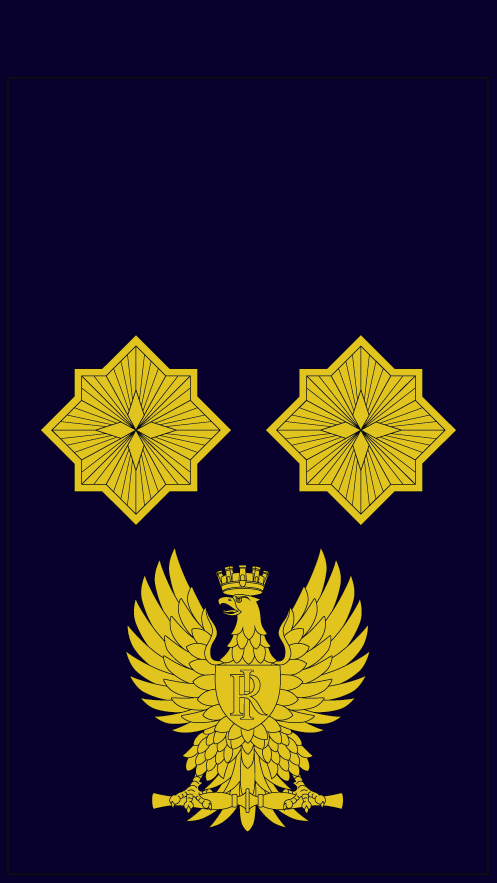
Distintivo di qualifica di vice commissario della Polizia di Stato.

Per quanto riguarda la Polizia di Stato, la qualifica di vice commissario, abolita per il ruolo ordinario, è rimasta per quella del ruolo direttivo speciale, ovvero la categoria riservata agli ispettori superiori vincitori di concorso interno alla Polizia. La funzione di vice commissario si ricopre durante il corso di formazione della durata di diciotto mesi presso la Scuola superiore  di polizia. 
Il corso, articolato in due cicli di nove mesi ciascuno e comprensivi di un tirocinio operativo presso strutture della Polizia di Stato, prevede, al termine del primo ciclo, il giudizio di idoneità del direttore della Scuola superiore di polizia per l'ammissione al secondo ciclo, al termine del quale, i frequentatori, sosterranno l'esame finale sulle materie oggetto di studio.
I  vice  commissari  del  ruolo  direttivo  speciale  che abbiano superato l'esame finale sono confermati nel ruolo secondo l'ordine della graduatoria di fine corso e promossi alla qualifica di commissario indossando quindi la controspallina con tre stellette.

#### Corpo forestale dello Stato

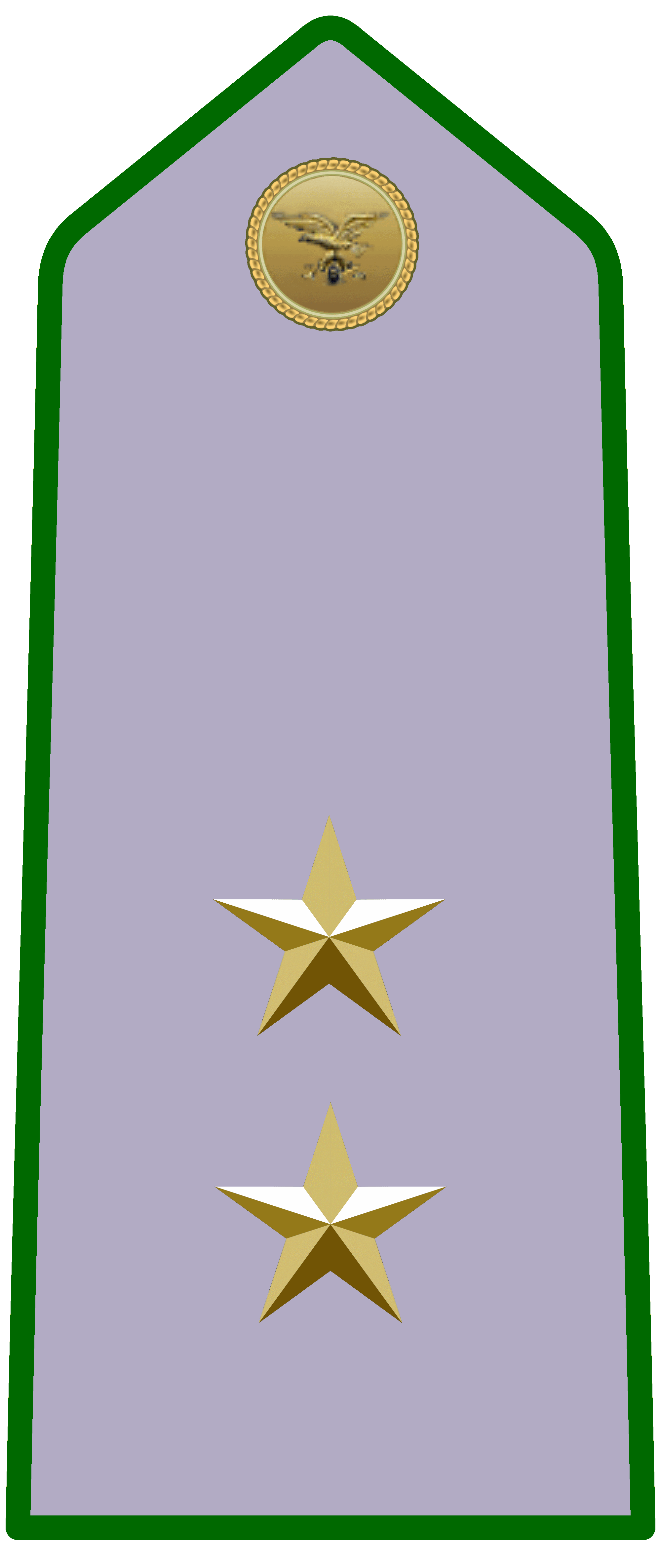
Distintivo di qualifica di vice commissario del CFS.

Anche nel Corpo forestale dello Stato, la qualifica di vice commissario, abolita per il ruolo ordinario, è rimasta per quella del ruolo direttivo speciale, ovvero la categoria riservata agli ispettori superiori in possesso del diploma di istruzione secondaria superiore che consente l'iscrizione  ai  corsi  per  il  conseguimento del diploma universitario. vincitori di concorso interno alla Forestale. La funzione di vice commissario si ricopre durante il corso di formazione della durata di diciotto mesi presso la Scuola superiore  di polizia. 
Il corso, articolato in due cicli di nove mesi ciascuno e comprensivi di un tirocinio operativo presso strutture del Corpo forestale dello Stato, prevede, al termine del primo ciclo, un giudizio di idoneità per l'ammissione al secondo ciclo, al termine del quale, i frequentatori, sosterranno l'esame finale sulle materie oggetto di studio.
I  vice  commissari  del  ruolo  direttivo  speciale  che abbiano superato l'esame finale sono confermati nel ruolo secondo l'ordine della graduatoria di fine corso e promossi alla qualifica di commissario forestale indossando quindi la controspallina con tre stellette.

#### Polizia penitenziaria

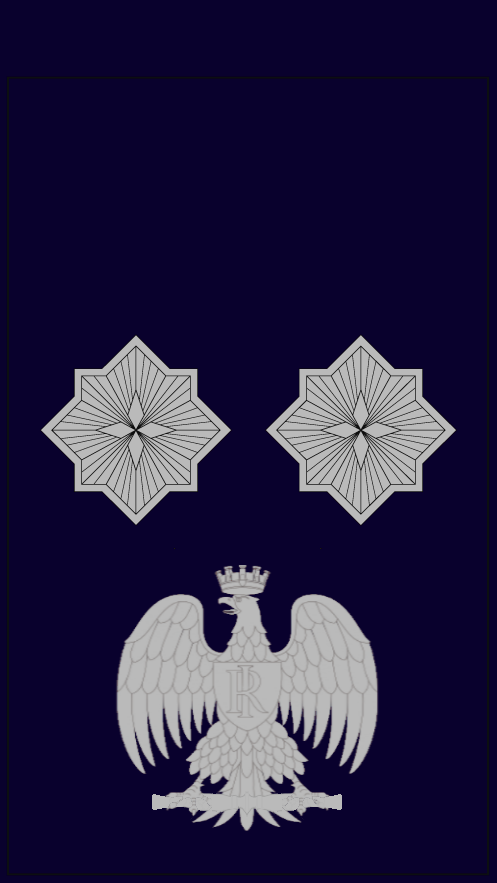
Distintivo di qualifica di vice commissario della Polizia penitenziaria.

A differenza della Polizia e del Corpo forestale dello Stato, la qualifica di vice commissario è istituita per entrambi i ruoli.

##### Ruolo direttivo ordinario
I vincitori del concorso pubblico, sono nominati vice commissari penitenziari in prova e frequentano, presso l'Istituto superiore di studi penitenziari dell'Amministrazione penitenziaria, un corso di formazione teorico-pratico della durata di dodici mesi. Durante il citato corso non possono essere impiegati in servizi d'istituto.
Al termine del corso, il personale dichiarato idoneo al servizio nel Corpo di polizia penitenziaria sostiene un esame finale sulle materie oggetto del corso.
I vice commissari penitenziari in prova che hanno superato gli esami finali del corso sono nominati vice commissari penitenziari. Essi prestano giuramento e sono ammessi al ruolo direttivo ordinario del Corpo di polizia penitenziaria secondo l'ordine di graduatoria dell'esame finale.
I vice commissari penitenziari in prova che non superano l'esame finale possono partecipare al corso successivo; se l'esito di quest'ultimo è negativo, sono dimessi.

##### Ruolo direttivo speciale
La nomina alla qualifica iniziale del ruolo direttivo speciale del Corpo di polizia penitenziaria, si consegue, nel limite delle vacanze organiche al 31 dicembre di ciascun anno, mediante concorso per titoli ed esame riservato al personale appartenente alla qualifica di ispettore superiore o a quella di ispettore capo, con almeno cinque anni di anzianità nella qualifica di ispettore capo, in possesso del diploma di maturità di scuola media superiore di secondo grado. Il citato personale non deve aver riportato, nel precedente biennio, una sanzione disciplinare pari o più grave della deplorazione. Si applicano, altresì, le disposizioni contenute negli articoli 93 e 205 del decreto del Presidente della Repubblica 10 gennaio 1957, n. 3.
I vincitori del concorso sono nominati vice commissari penitenziari in prova e devono frequentare un corso di formazione presso l'Istituto superiore di studi penitenziari dell'Amministrazione della durata non inferiore a dodici mesi. La nomina è conferita secondo l'ordine di graduatoria risultante dagli esami di fine corso.

### Comparazione con i gradi delle forze armate italiane
Nei corpi di polizia i "gradi" sono stati sostituiti dalle "qualifiche" solo in parte corrispondenti ai gradi militari vigenti nell'Esercito Italiano, nell'Arma dei Carabinieri e nella Guardia di Finanza. Il decreto legislativo 15 marzo 2010, n. 66, ovvero il "codice dell'ordinamento militare", con l'art.632 "corrispondenza dei gradi militari con le qualifiche degli appartenenti alle Forze di polizia a ordinamento civile", ha fissato la seguente equiparazione:

Distintivo per controspallina di sottotenente dell'Esercito Italiano
Distintivo per tubolare da guardiamarina della Marina Militare
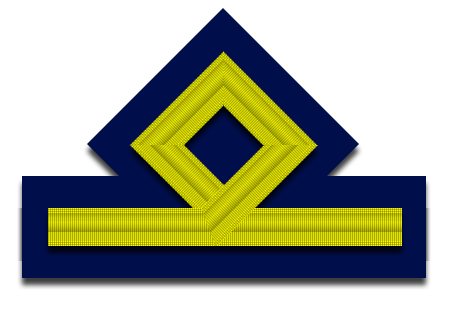
Distintivo per paramano di sottotenente dell'Aeronautica Militare
Distintivo per controspallina di sottotenente dell'Arma dei Carabinieri

### Comparazione con le qualifiche dei corpi ad ordinamento militare

Distintivo di grado per controspallina di sottotenente della Guardia di Finanza
Distintivo di grado per controspallina di sottotenente del Corpo militare volontario della Croce Rossa Italiana
Distintivo di grado per controspallina di sottotenente del Corpo militare dell'ACISMOM
Distintivo di grado per controspallina di vice ispettrice provinciale del Corpo delle Infermiere Volontarie della Croce Rossa Italiana